# Rivella
Rivella — безалкогольный напиток из Швейцарии, созданный Робертом Бартом в 1952 году. Изготавливается из молочной сыворотки и поэтому содержит лактозу, молочную кислоту и минеральные вещества. По состоянию на 2021 год выпускается шесть разновидностей: Rivella Красная, Rivella Синяя, Rivella Зелёный чай, Rivella Refresh, Rivella Грейпфрут и Rivella Швейцарская мята (эксклюзивно для Coop).

## Этимология
Rivella происходит от названия муниципалитета Рива Сан-Витале в кантоне Тичино, а также от итальянского слова rivelazione, которое переводится как откровение.

## Состав

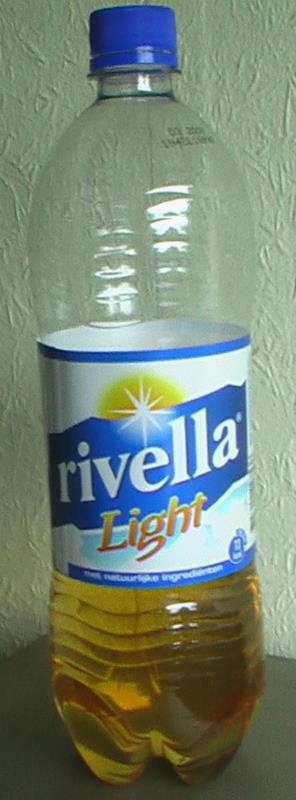
В Нидерландах Rivella производится по локальной франшизе, поэтому упаковка в этой стране слегка отличается.

Основными компонентами Ривеллы являются:
- Вода
- Молочная сыворотка (35 %)
- Сахар
- Угольная кислота
- Регулятор кислотности (молочная кислота)
- Натуральные ароматизаторы

Характерный вкус Ривелле придаёт неизменная с 1952 года смесь фруктов и травяных экстрактов. Состав смеси является коммерческой тайной.
| Энергетическая ценность Ривеллы (на 100 мл)               | Энергетическая ценность Ривеллы (на 100 мл) | Энергетическая ценность Ривеллы (на 100 мл) | Энергетическая ценность Ривеллы (на 100 мл) | Энергетическая ценность Ривеллы (на 100 мл) | Энергетическая ценность Ривеллы (на 100 мл) | Энергетическая ценность Ривеллы (на 100 мл) |
| Вкус                                                      | Годы производства                           | Калорийность                                | Жиры                                        | Углеводы                                    | Белки                                       | Соль                                        |
| --------------------------------------------------------- | ------------------------------------------- | ------------------------------------------- | ------------------------------------------- | ------------------------------------------- | ------------------------------------------- | ------------------------------------------- |
| Rivella Красная                                           | с 1952                                      | 37 ккал                                     | 0 г                                         | 9 г                                         | 0 г                                         | 0,03 г                                      |
| Rivella Синяя                                             | с 1959                                      | 7 ккал                                      | 0 г                                         | 1,5 г                                       | 0 г                                         | 0,03 г                                      |
| Rivella Зелёный чай                                       | с 1999                                      | 22 ккал                                     | 0 г                                         | 5 г                                         | 0 г                                         | 0,02 г                                      |
| Rivella Refresh                                           | с 2018                                      | 21 ккал                                     | 0 г                                         | 5,2 г                                       | 0 г                                         | 0,02 г                                      |
| Rivella Грейпфрут                                         | с 2021                                      | 19 ккал                                     | 0 г                                         | 4,7 г                                       | 0 г                                         | 0,02 г                                      |
| Rivella Швейцарская мята                                  | с 2021                                      | 19 ккал                                     | 0 г                                         | 4,7 г                                       | 0 г                                         | 0,02 г                                      |
| Вкусы, снятые с производства                              |                                             |                                             |                                             |                                             |                                             |                                             |
| Вкус                                                      | Годы производства                           | Калорийность                                | Жиры                                        | Углеводы                                    | Белки                                       | Соль                                        |
| Rivella Жёлтая                                            | 2008—2011                                   | 13 ккал                                     | 0 г                                         | 3,1 г                                       | 0 г                                         | 0,02 г                                      |
| Rivella Персик                                            | 2014—2016                                   | 35 ккал                                     | 0 г                                         | 8,4 г                                       | 0 г                                         | 0,03 г                                      |
| Rivella Тропическое манго                                 | 2016—2018                                   | 35 ккал                                     | 0 г                                         | 8,4 г                                       | 0 г                                         | 0,03 г                                      |
| Rivella Ревень                                            | 2014—2019                                   | 35 ккал                                     | 0 г                                         | 8,4 г                                       | 0 г                                         | 0,03 г                                      |
| Rivella Бузина                                            | 2019—2021                                   | 35 ккал                                     | 0 г                                         | 8,4 г                                       | 0 г                                         | 0,03 г                                      |
| Источник: Состав и энергетическая ценность Ривеллы (нем.) |                                             |                                             |                                             |                                             |                                             |                                             |

## История
Rivella впервые появилась в 50-х годах и стала с тех пор одним из наиболее популярных напитков в Швейцарии. Вследствие насыщения швейцарского рынка, Rivella AG пыталась расширить продажи своего продукта в другие страны, такие как Великобритания в 1999 году и США пятью годами позже, но обе попытки закончились неудачей. С этого времени компания сконцентрировала свои усилия на соседствующих со Швейцарией странах. 90 % зарубежных продаж Rivella приходится на Нидерланды. Они составляют до 15 миллионов литров ежегодно.